# Сентиментальный меченосец
«Сентиментальный меченосец» (кит. трад. 多情劍客無情劍, упр. 多情剑客无情剑, палл. До цин цзянь кэ у цин цзянь, буквально: «Сентиментальный меченосец (и) безжалостный меч», англ. The Sentimental Swordsman) — Гонконггонконгский фильм режиссёра Чу Юань, вышедший в 1977 году. Основан на одноимённом романе Гу Луна. Фильм также известен под названием «Непобедимый меч Шаолиня» (нем. Das unbesiegbare Schwert der Shaolin).

## Сюжет
Знаменитый фехтовальщик Ли Сюньхуань потерял всех, кто ему был дорог. После того, как его жизнь спас конкурирующий мечник, гордость Ли заставляет его оставить любимую женщину, и она выходит замуж за его спасителя. Теперь у Ли обычная жизнь. Он путешествует со своим верным помощником, употребляя алкоголь. В одно из таких путешествий он знакомится с опытным фехтовальщиком А Фэем, после чего Ли оказывается втянутым в борьбу за «золотую кольчугу», защитный жилет, выдерживающий любой удар.
Как только он обнаруживает, что почти у каждого встречного есть свой скрытый замысел, Ли понимает, что А Фэй является единственным человеком, которому можно доверять. Такая дружба проходит тест на прочность, когда на «Сентиментального меченосца» начинают охотиться наёмные убийцы, а сам он обвиняется в серии преступлений, которых не совершал. Все улики указывают на легендарного бандита по прозвищу Сливовый Цветок, которого Ли уже пытался поймать десять лет назад.

## В ролях
- Ти Лун — Ли Сюньхуань[кит.]
- Цзин Ли[кит.] — Линь Сяньэр[кит.]
- Дерек И — А Фэй
- Кэндис Ю[кит.] — Линь Шиинь[кит.]
- Ван Ша — доктор Мэй Эр
- Юэ Хуа[кит.] — Лун Сяоюнь
- Ку Фэн — Чжао Чжэнъи
- Фань Мэйшэн[англ.] — Чуань Цзя
- Нгай Фэй — Железный Меч Тянь Ци
- Норман Чхёй[кит.] — Железная Флейта
- Чин Мяо — настоятель Шаолиня
- Ян Чжицин — монах Синь Мэй
- Ку Куньчун[кит.] — монах Синь Цзянь
- Чжань Сэнь[англ.] — шаолиньский монах

## Съёмочная группа
- Компания: Shaw Brothers
- Продюсер: Шао Жэньлэн
- Режиссёр: Чу Юань[кит.]
- Сценарист: Чу Юань
- Ассистент режиссёра: Чён Чюньчхань, Кит Лэй
- Постановка боевых сцен: Тан Цзя[кит.], Вон Пхуйкэй
- Художник: Чань Кинсам
- Монтажёр: Цзян Синлун
- Грим: У Сюйцин
- Дизайнер по костюмам: Лю Цзию, Хун Кхюньхой
- Композитор: Фрэнки Чань[кит.]
- Оператор: Вон Чит

## Отзывы
Экранизация романа Гу Луна получила благосклонные отзывы кинокритиков. Борис Хохлов с сайта HKCinema оценивает картину в 4 звезды из 5: 
Разбросаны по картине они [поединки] весьма щедро, но длятся, правда, не особо долго, не давая актёрам развернуться на полную мощь в них. Это, пожалуй, единственное замечание, что я могу сделать этому фильму, а в остальном он просто великолепен: крепкий сценарий, профессиональная режиссура и красивейшие декорации.
 Эндрю Сароч с Far East Films ставит фильму такую же оценку, заключив: 
Чу Юань вновь старателен в своём видении визуальной атмосферы боевого мира, в то время как он также получает прекрасную игру от его состава исполнителей ролей.

## Награды
15-й Тайбэйский кинофестиваль Golden Horse (1978)
- Номинация в категории «Лучший художественный фильм»
- Специальный приз — Shaw Brothers